# Kim Ji-won (Badminton)
Kim Ji-won (kor. 김지원; * 26. Februar 1995) ist eine südkoreanische Badmintonspielerin. 

## Karriere
Kim Ji-won  startete 2012 und 2013 bei den Badminton-Juniorenweltmeisterschaften und den Juniorenasienmeisterschaften. In Asien gewann sie dabei 2013 Bronze im Mixed, bei der WM 2013 Gold im Doppel. Weitere Starts folgten bei den Macau Open 2012, der Korea Open Super Series 2013, den Vietnam Open 2013, den Macau Open 2013 und dem Korea Open Grand Prix 2013. Bei den Ostasienspielen 2013 gewann sie Bronze im Damendoppel.